# 野副鐵男
野副鐵男（1902年5月16日—1996年4月4日），生於日本仙台市，化學家，專長於有機化學，曾任教於台北帝國大學、東北大學，為東北大學榮譽教授。曾獲文化勳章，為日本學士院成員之一。

## 生平
1926年（大正15年），畢業於東北帝國大學理學部化學科。同年7月，進入台灣總督府專賣局工作。1927年，成為台灣總督府中央研究所助手。1929年，台北帝國大學新成立理農學部化學科，野副鐵男任助教授，主要研究有機化合物。1936年（昭和11年），野副鐵男從台灣檜木中分離出一個特殊醇類，命名為檜木醇（Hinokitiol）。獲得大阪帝國大學理學部授與博士學位。1937年，野副鐵男升任台北帝國大學教授。
1945年（昭和20年），日本宣布投降，太平洋戰爭結束。中華民國政府接收台灣，在國民政府的請求下，野副鐵男繼續留任台灣大學，擔任化學系教授。1948年（昭和23年），野副鐵男回到日本，進入東北大學，擔任講師。同年12月，獲得教授資格。
1951年，因為對於檜木醇的研究，獲得朝日賞。1958年，獲文化勳章。1959年，獲仙台市榮譽市民榮銜。1972年，獲勲一等瑞寶章。
1979年，成為日本學士院成員。
1996年4月4日過世。死後追贈從三位。